# Vitasjön, Småland
Vitasjön är en sjö i Älmhults kommun i Småland och ingår i Helge ås huvudavrinningsområde. Sjön har en area på 0,539 kvadratkilometer och ligger 113,1 meter över havet. Sjön avvattnas av vattendraget Lillån. Vid provfiske har bland annat abborre, braxen, gärs och gädda fångats i sjön.

## Delavrinningsområde
Vitasjön ingår i det delavrinningsområde (626566-137771) som SMHI kallar för Utloppet av Vitasjön. Medelhöjden är 134 meter över havet och ytan är 55,6 kvadratkilometer. Det finns inga avrinningsområden uppströms utan avrinningsområdet är högsta punkten. Lillån som avvattnar avrinningsområdet har biflödesordning 2, vilket innebär att vattnet flödar genom totalt 2 vattendrag innan det når havet efter 114 kilometer. Avrinningsområdet består mestadels av skog (63 %) och sankmarker (21 %). Avrinningsområdet har 1,37 kvadratkilometer vattenytor vilket ger det en sjöprocent på 2,5 %.

## Fisk
Vid provfiske har följande fisk fångats i sjön:
- Abborre
- Braxen
- Gärs
- Gädda
- Mört
- Regnbåge
- Sutare